# Gare de Libramont
La gare de Libramont est une gare ferroviaire belge de la ligne 162, de Namur à Sterpenich (frontière luxembourgeoise), située à Libramont sur le territoire de la commune de Libramont-Chevigny, en Région wallonne dans la province de Luxembourg.
Elle est mise en service en 1858 par la Grande compagnie du Luxembourg. C'est une gare de la Société nationale des chemins de fer belges (SNCB) desservie par des trains InterCity (IC), Omnibus (L) et Heure de pointe (P).

## Situation ferroviaire
Établie à 485,40 m d'altitude, la gare de bifurcation de Libramont est située au point kilométrique (PK) 89,70 de la ligne 162, de Namur à Sterpenich (frontière du Luxembourg), entre les gares ouvertes de Poix-Saint-Hubert et de Neufchâteau. C'est un nœud ferroviaire aboutissement de la ligne 165, d'Athus à Libramont, après la gare de Bertrix. Elle était également l'origine de la ligne 163 de Libramont à Saint-Vith, avant la gare d'Ourt, qui est aujourd'hui fermée avec transfert du trafic sur la route.
Depuis la fermeture de cette ligne, dont le point d'arrêt de Villeroux était le plus haut en altitude encore en service sur le territoire belge, c'est désormais la gare de Libramont qui possède ce titre.

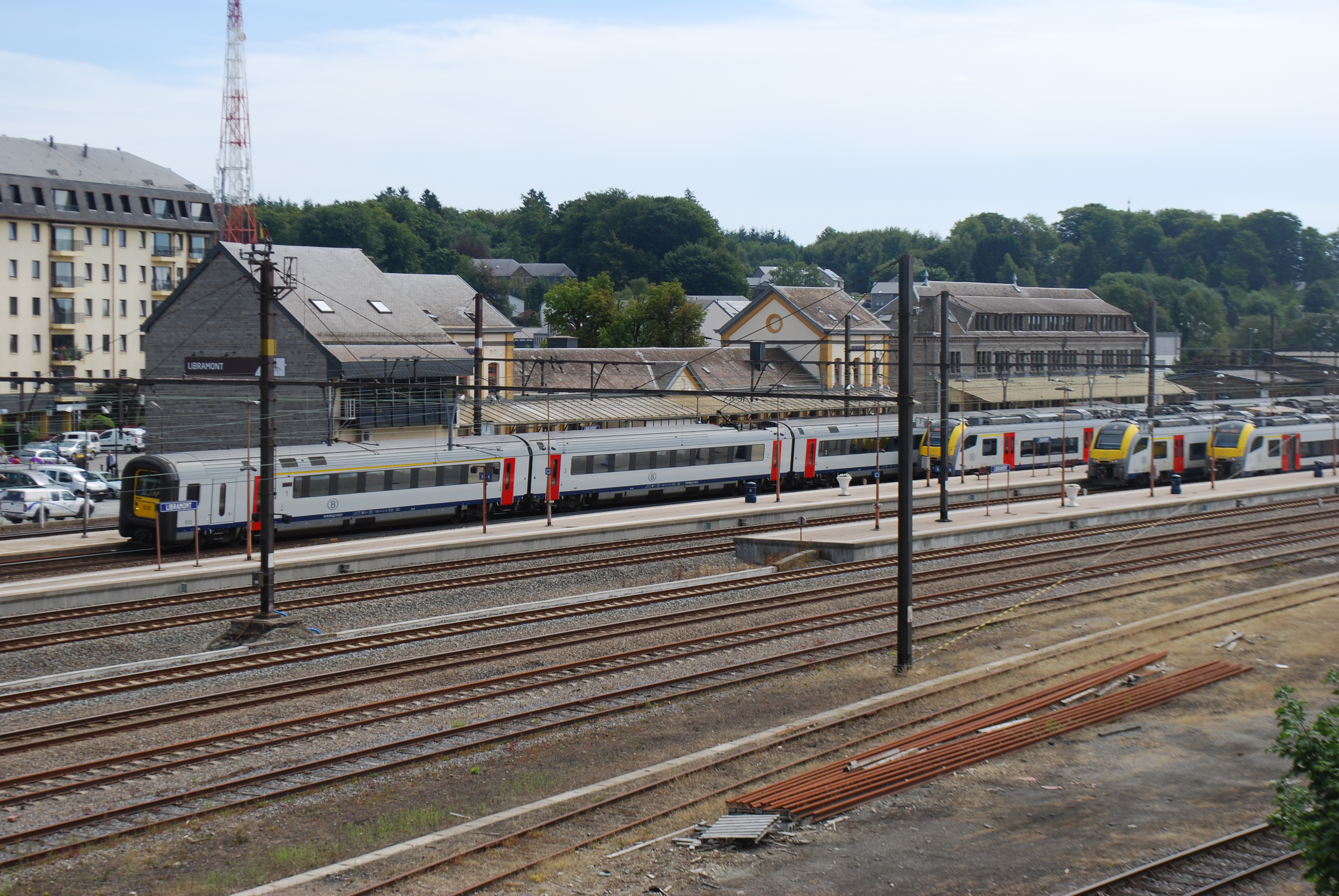
Intérieur de la gare (2015)

## Histoire
La Grande compagnie du Luxembourg inaugure la section Grupont - Arlon (passant par Libramont), de sa ligne de Bruxelles à Sterpenich et frontière avec le Luxembourg, le 8 novembre 1858. La première circulation d'un train d'essais ayant eu lieu le 17 octobre 1858. La première gare, un petit bâtiment peut-être en bois, est établie au village de Libramont dépendant de la commune de Saint-Pierre. En 1867, la station de Libramont est la 10e station de la ligne.
Libramont va devenir un nœud ferroviaire avec la construction de l'embranchement pour Bastogne, ligne prévue dans la loi du 18 juin 1846 ayant précédé la création de la Grande compagnie du Luxembourg. Les travaux débutent en 1867, l'inauguration des 28 km de la ligne intervenant en novembre 1869.
Le 4 septembre 1870, Napoléon III, captif des Prussiens, embarque à la gare dans son périple vers le Château Wilhelmshöhe.
Le bâtiment des recettes est agrandi en 1880 ; il sera néanmoins remplacé durant la décennie suivante par une construction se trouvant de l'autre côté des voies. 
En 1890 débute la construction du bâtiment actuel.
La municipalité de Saint-Pierre, indisposée par les dépenses occasionnées par la présence du chemin de fer et de la gare, dépose le 1er octobre 1896 une plainte officielle auprès du Conseil provincial du Luxembourg. Cette démarche est à l'origine de la loi du 30 juillet 1899 faisant de Libramont une commune à part entière par scission du territoire de Saint-Pierre.
L'électrification de la ligne 162 et donc, de la gare de Libramont, a lieu en 1956. 
En 1993, fermeture à tout trafic de la dernière section encore active de la ligne 163, à savoir Libramont - Bastogne-Nord. Démontage de la ligne en 2010.
En 2002, la ligne 165 est électrifiée entre Athus et Bertrix, et en 2004 entre Bertrix et Libramont.
En 2016, l'intérieur du bâtiment, ainsi que le quai des voies 1 et 2, sont rénovés.
En 2018, les gares de Libramont et Arlon font l'objet d'un projet pilote de plate-formes pour personnes à mobilité réduite afin de faciliter l'accès aux quais. Ces plate-formes étant un échec (elles nécessitent du personnel pour leur utilisation, et donc une réservation à l’avance par l’utilisateur), il est prévu qu'elles soient remplacées par des ascenseurs.

## Service des voyageurs

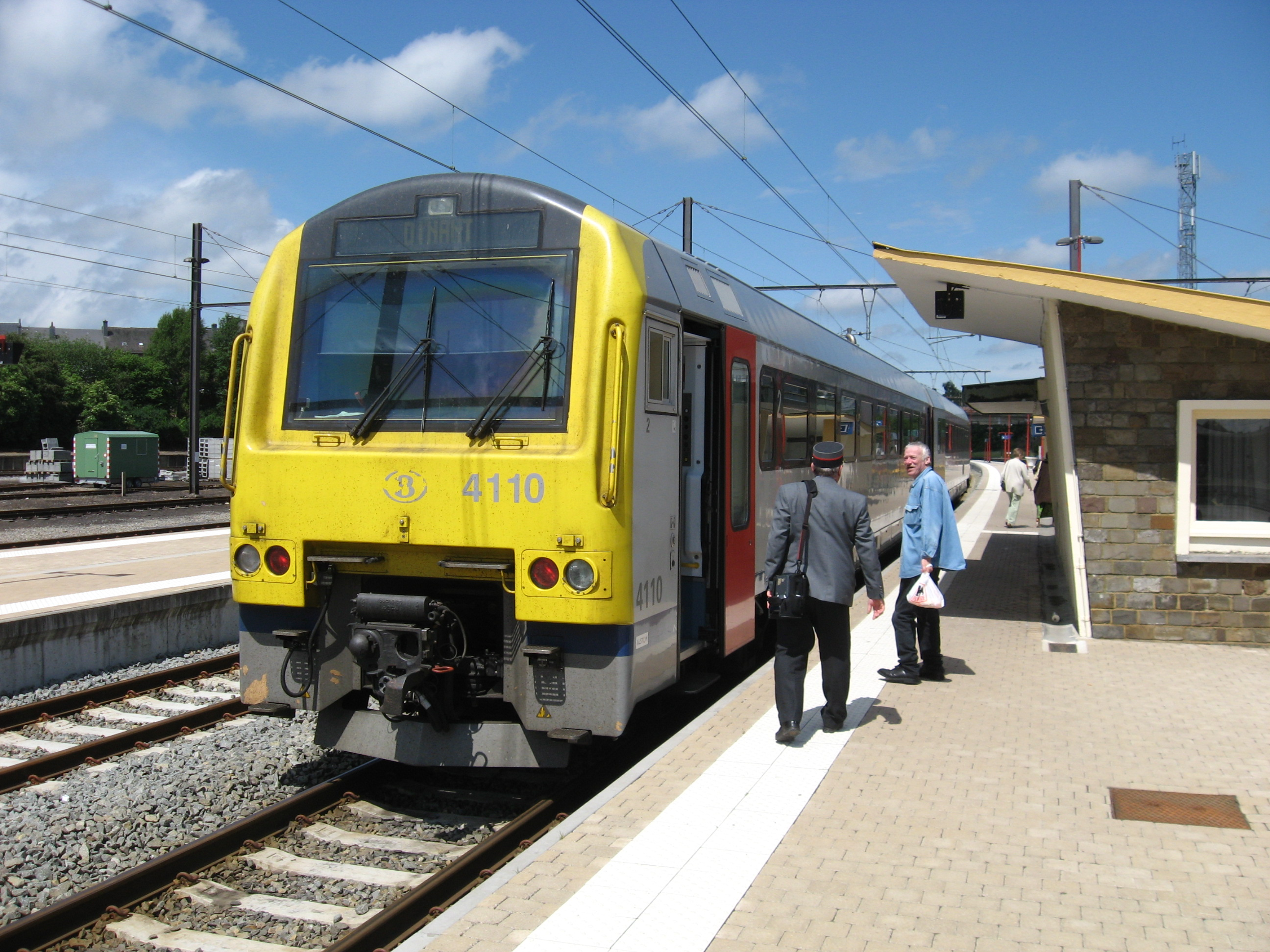
Un train marque l'arrêt à la gare en 2008.

### Accueil
Gare de la SNCB, elle dispose d'un bâtiment voyageurs avec guichets ouverts tous les jours. Elle offre divers services, notamment une consigne. Le passage en sécurité d'un quai à l'autre se fait en empruntant un passage souterrain lumineux, avec des escaliers disposant de goulottes pour les vélos. Les trois quais ont des salles d'attente. Depuis 2018, Libramont est la première gare belge[réf. nécessaire] à posséder des plateformes pour le transport des personnes à mobilité réduite. Tous les quais en sont équipés.

### Desserte
Libramont est desservie par des trains InterCity (IC), Omnibus (L) et Heure de pointe (P) de la SNCB, qui effectuent des missions sur les lignes 162 et 165.
En semaine, la desserte, cadencée à l’heure (sauf pour les trains P), comprend les trains suivants :
- des trains IC-16 reliant Bruxelles-Midi à Luxembourg (ou Arlon) ;
- des trains L reliant Marloie à Libramont toutes les 2 heures ;
- des trains L reliant Namur à Libramont via Dinant (avec rebroussement à Bertrix) ;
- des trains L reliant Libramont à Arlon via la ligne 162 ;
- des trains L reliant Libramont à Arlon via la ligne 165 ;
- des trains P reliant Ciney ou Rochefort-Jemelle ou Arlon à Libramont ;
- des trains P reliant Gedinne ou Bertrix ou Virton ou Arlon à Libramont le matin ;
- un train P de Luxembourg à Bruxelles-Midi avec arrêt à Arlon, Marbehan et Libramont puis direct Libramont-Namur-Bruxelles (sans arrêt à Rochefort-Jemelle, Marloie, Ciney, Gembloux et Ottignies) (le matin) ;
- un train P reliant Namur à Luxembourg (omnibus entre Ciney et Arlon) (le matin) ;
- un train P reliant Arlon à Namur (le soir) ;
- un train P reliant Bruxelles-Midi à Luxembourg (l'après-midi) de type IC+, puisque celui-ci dessert uniquement Namur, Libramont et Arlon entre les 5 gares de Bruxelles et la gare de Luxembourg. Les gares IC d'Ottignies, Gembloux, Ciney, Marloie, Rochefort-Jemelle et Marbehan ne sont pas desservies par ce train.
- des trains P vers Arlon (par la 162 ou par Athus) ainsi que vers Ciney et inversément (l'après-midi)

Les week-ends et jours fériés, la desserte est moins étoffée et les trains L ne roulent que toutes les deux heures. On retrouve les trains suivants :
- des trains IC-16 reliant Bruxelles-Midi à Luxembourg (ou Arlon) ;
- des trains L reliant Marloie à Libramont ;
- des trains L reliant Namur à Libramont via Dinant (avec rebroussement à Bertrix) ;
- des trains L reliant Libramont à Arlon via la ligne 162 ;
- des trains L reliant Libramont à Arlon via la ligne 165.

Deux trains P reliant Arlon à Bruxelles-Midi ou Herstal circulent le dimanche soir en période scolaire.

### Intermodalité
Des emplacements pour les vélos et des parkings pour les véhicules sont disponibles dans son environnement immédiat. Les transports en commun routiers TEC ont des arrêts en face du bâtiment voyageurs, avec des abris et un bâtiment dédié.

## Comptage voyageurs
Ce graphique et tableau montre le nombre de voyageurs embarquant en moyenne durant la semaine, le samedi et le dimanche.
| Nombre de passagers qui embarquent à la gare de Libramont | Nombre de passagers qui embarquent à la gare de Libramont | Nombre de passagers qui embarquent à la gare de Libramont | Nombre de passagers qui embarquent à la gare de Libramont |
|                                                           | Semaine                                                   | Samedi                                                    | Dimanche                                                  |
| --------------------------------------------------------- | --------------------------------------------------------- | --------------------------------------------------------- | --------------------------------------------------------- |
| 1977                                                      | 2 146                                                     | 863                                                       | 1 104                                                     |
| 1978                                                      | 2 400                                                     | 802                                                       | 855                                                       |
| 1979                                                      | 2 094                                                     | 1 033                                                     | 1 176                                                     |
| 1980                                                      | 2 234                                                     | 712                                                       | 1 194                                                     |
| 1981                                                      | 2 442                                                     | 683                                                       | 1 006                                                     |
| 1982                                                      | 2 676                                                     | 753                                                       | 1 300                                                     |
| 1983                                                      | 2 250                                                     | 751                                                       | 901                                                       |
| 1984                                                      | 2 766                                                     | 793                                                       | 1 811                                                     |
| 1985                                                      | 3 101                                                     | 938                                                       | 1 776                                                     |
| 1986                                                      | 2 384                                                     | 785                                                       | 1 619                                                     |
| 1987                                                      | 2 507                                                     | 799                                                       | 1 334                                                     |
| 1988                                                      | 2 523                                                     | 1 033                                                     | 1 958                                                     |
| 1989                                                      | 2 772                                                     | 1 163                                                     | 1 907                                                     |
| 1990                                                      | 2 381                                                     | 866                                                       | 1 618                                                     |
| 1991                                                      | 2 396                                                     | 907                                                       | 2 035                                                     |
| 1992                                                      | 2 457                                                     | 954                                                       | 2 091                                                     |
| 1993                                                      | 2 739                                                     | 926                                                       | 1 942                                                     |
| 1994                                                      | 2 722                                                     | 988                                                       | 1 795                                                     |
| 1995                                                      | 2 441                                                     | 875                                                       | 1 728                                                     |
| 1996                                                      | 2 572                                                     | 1 169                                                     | 1 845                                                     |
| 1997                                                      | 2 799                                                     | 1 155                                                     | 1 817                                                     |
| 1998                                                      | 3 015                                                     | 895                                                       | 2 022                                                     |
| 1999                                                      | 1 979                                                     | 818                                                       | 1 550                                                     |
| 2000                                                      | 2 304                                                     | 966                                                       | 1 712                                                     |
| 2001                                                      | 2 284                                                     | 881                                                       | 2 066                                                     |
| 2002                                                      | 2 436                                                     | 968                                                       | 1 718                                                     |
| 2003                                                      | 2 504                                                     | 944                                                       | 1 996                                                     |
| 2004                                                      | 2 215                                                     | 1 137                                                     | 1 640                                                     |
| 2005                                                      | 3 043                                                     | 1 237                                                     | 2 035                                                     |
| 2006                                                      | 2 546                                                     | 1 189                                                     | 1 902                                                     |
| 2007                                                      | 2 237                                                     | 918                                                       | 1 824                                                     |
| 2008                                                      | -                                                         | -                                                         | -                                                         |
| 2009                                                      | 2 442                                                     | 798                                                       | 1 651                                                     |
| 2010                                                      | -                                                         | -                                                         | -                                                         |
| 2011                                                      | -                                                         | -                                                         | -                                                         |
| 2012                                                      | 2 649                                                     | 1 036                                                     | 1 992                                                     |
| 2013                                                      | 2 496                                                     | 859                                                       | 1 701                                                     |
| 2014                                                      | 2 654                                                     | 1 034                                                     | 2 015                                                     |
| 2015                                                      | 2 244                                                     | 886                                                       | 1 791                                                     |
| 2016                                                      | 2 227                                                     | 935                                                       | 1 718                                                     |
| 2017                                                      | 2 166                                                     | 942                                                       | 1 400                                                     |
| 2018                                                      | 1 897                                                     | 812                                                       | 1 510                                                     |
| 2019                                                      | 1 995                                                     | 905                                                       | 1 510                                                     |
| 2020                                                      | 1 464                                                     | 635                                                       | 1 094                                                     |
| 2021                                                      | -                                                         | -                                                         | -                                                         |
| 2022                                                      | 2 586                                                     | 1 011                                                     | 1 614                                                     |
| 2023                                                      | 2 430                                                     | 1 230                                                     | 2 033                                                     |
| 2024                                                      | 2 458                                                     | 1 255                                                     | 1 683                                                     |

## Patrimoine ferroviaire
Le premier bâtiment de la gare était situé de l'autre côté des voies, en direction de Recogne, accessible par une rue qui porte désormais le nom de rue de l'Ancienne Gare. Il n'y a pas photographie connue du bâtiment d'origine. Eugène Van Bemmel en fait la description sommaire en 1859 dans son guide sur le chemin de fer du Luxembourg : « au lieu du style roman [néo-florentin] à petits cintres géminés, on adopte ici des fenêtres à grands cintre, et la brique a été combinée avec de la pierre de taille jaune, provenant des carrières du pays ». Il était identique à celui de plusieurs gares de la section en direction d'Arlon, notamment la gare de Longlier.

## Galerie de photographies

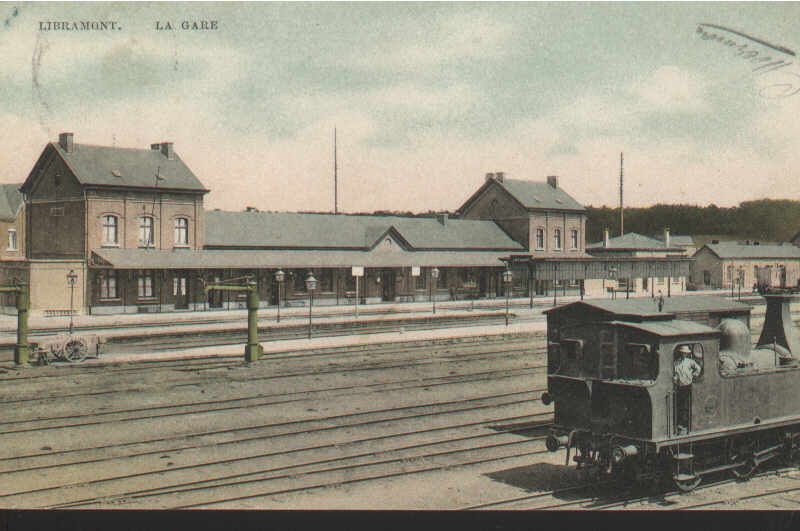
La gare vers 1900.
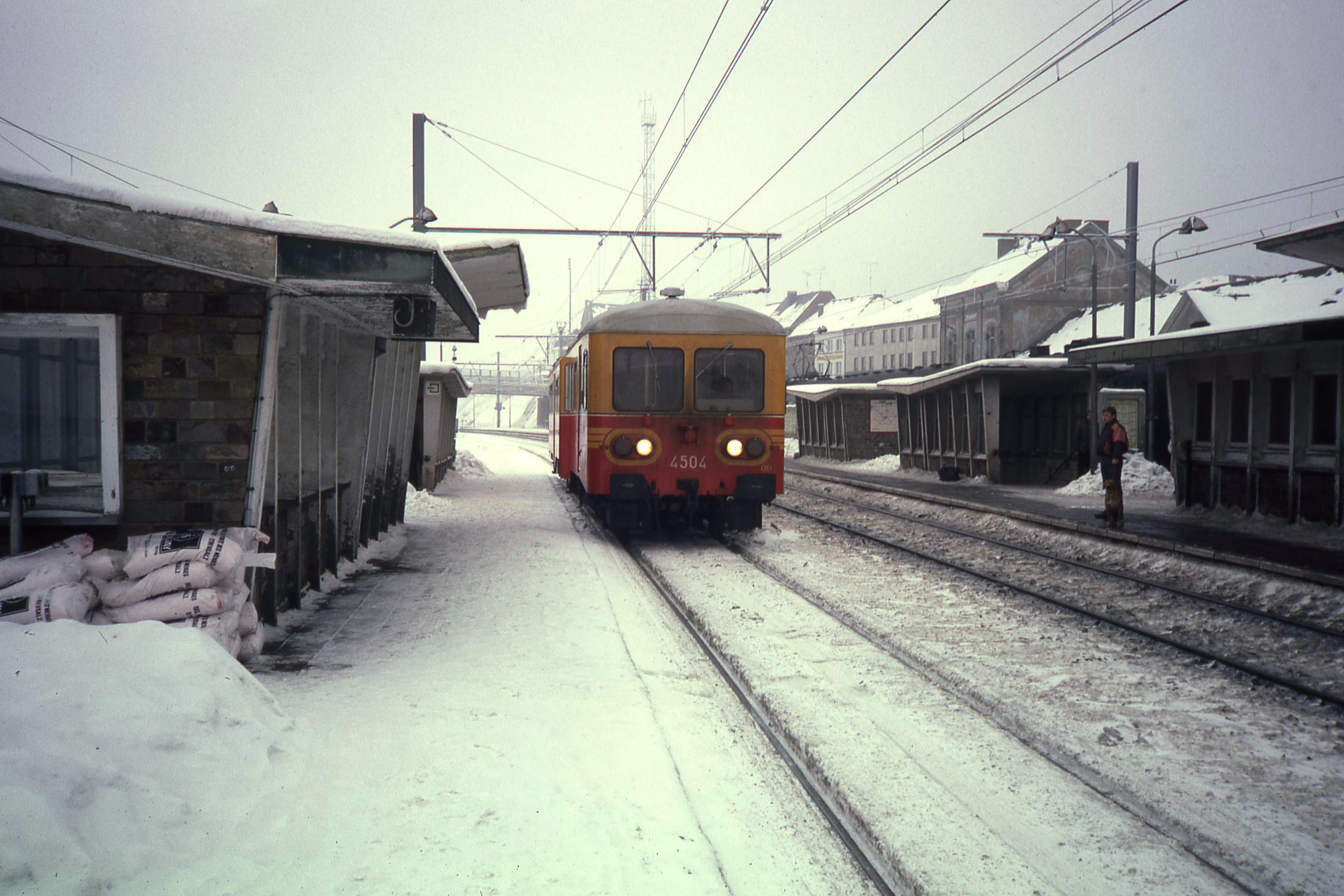
Autorail en 1986.
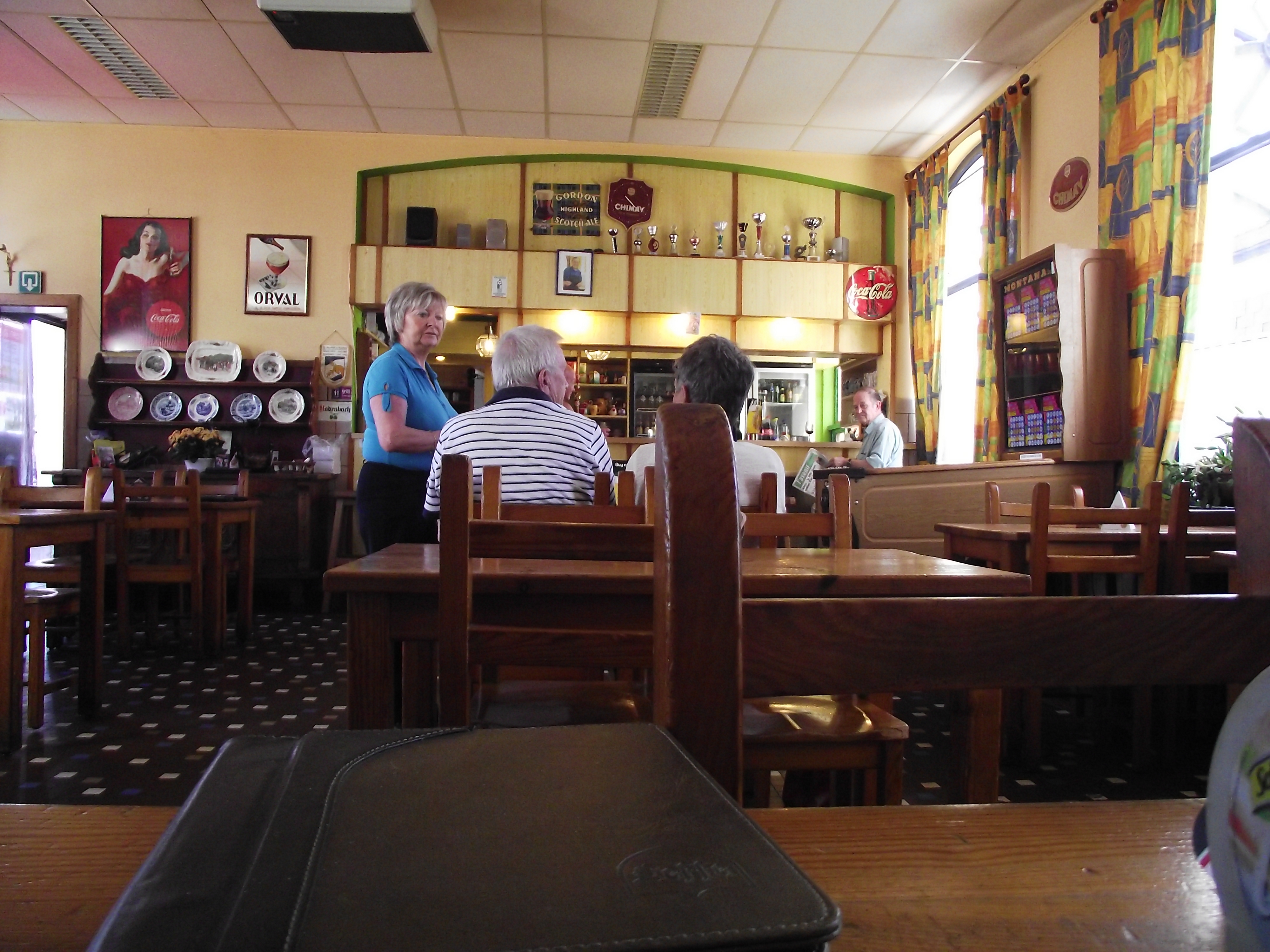
Restaurant de la gare.
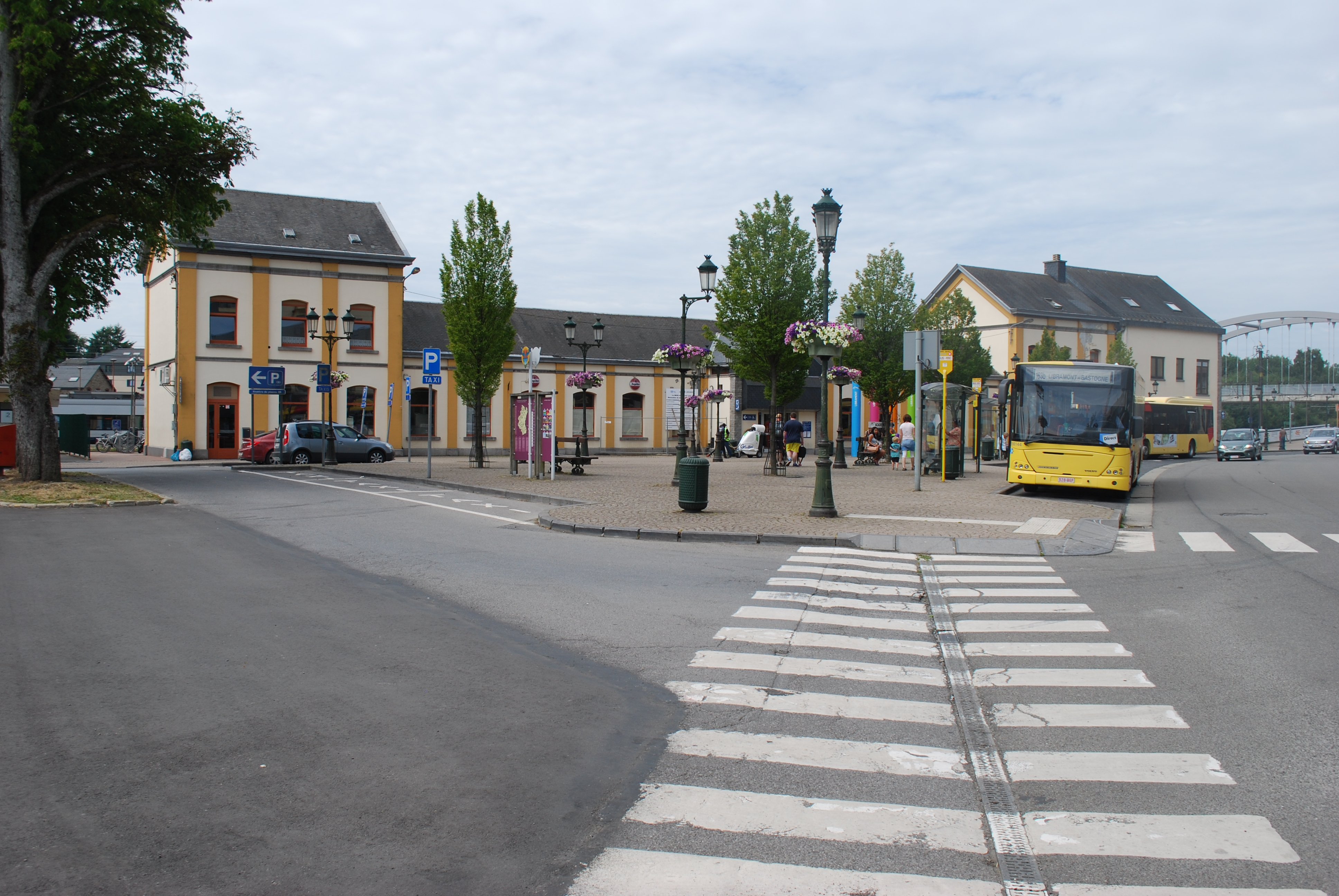
Gare routière devant le bâtiment.
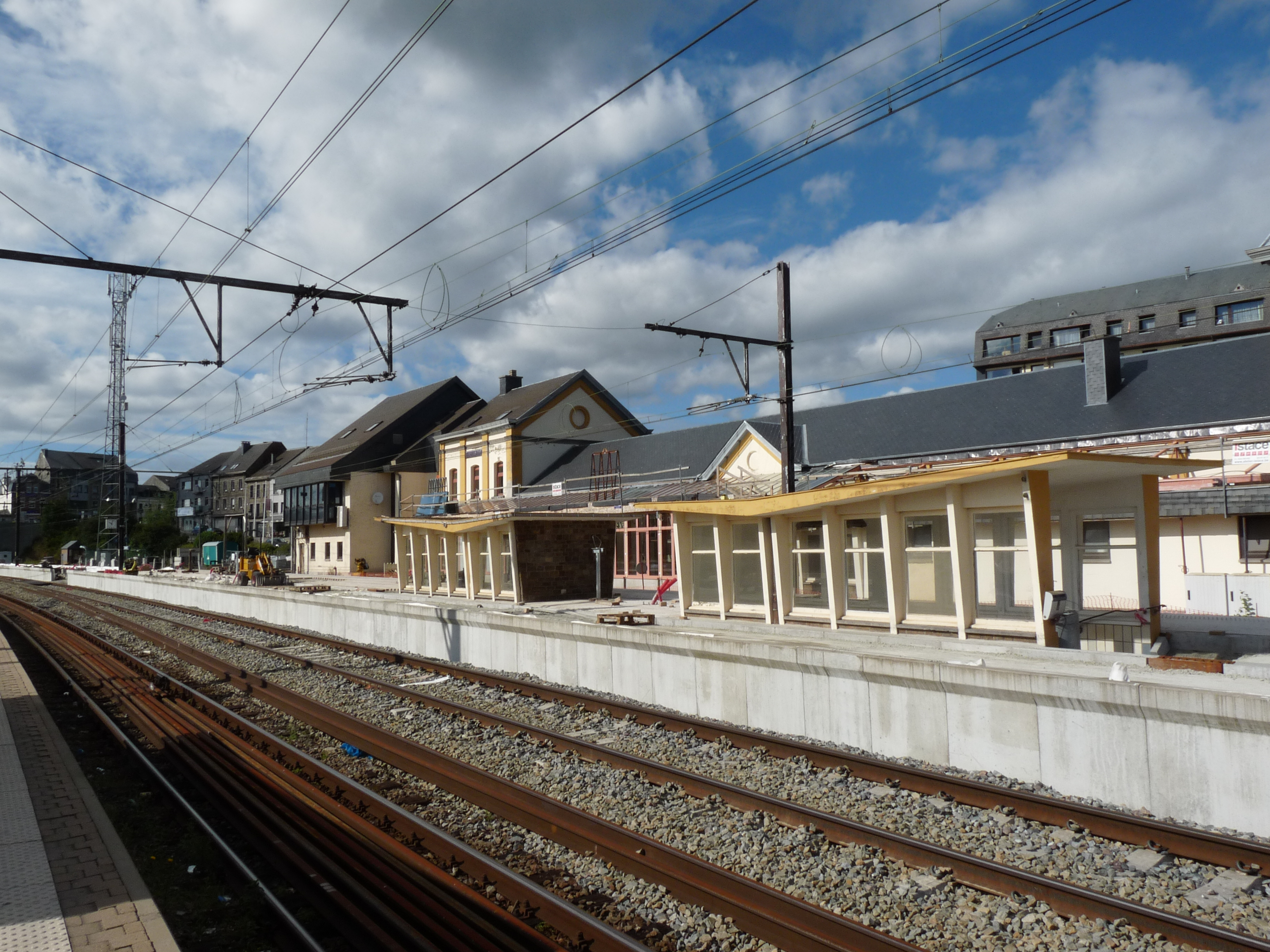
Quais de la gare en rénovation (2016).